# Шелемиха
Шелемиха (карел. Šelemihä) — деревня в Вышневолоцком городском округе Тверской области.

## География
Находится в центральной части Тверской области на расстоянии приблизительно 22 км по прямой на восток от города Вышний Волочёк на правом берегу речки Крутец.

## История
По местным данным, известна была с XVI века, население изначально составляли в основном белорусы. Была отмечена еще на карте Менде (состояние местности на 1848 год). В 1859 году здесь (деревня Вышневолоцкого уезда) было учтено 17 дворов, в 1928 — 28. До 2019 года входила в состав ныне упразднённого Дятловского сельского поселения Вышневолоцкого муниципального района.

## Население
Численность населения составляла 110 человек (1859 год), 10 (русские 90 %) в 2002 году, 10 в 2010.